# Chichawatni
Chichawatni är en stad i distriktet Sahiwal i den pakistanska provinsen Punjab. Folkmängden uppgick till cirka 100 000 invånare vid folkräkningen 2017.